# Staatswissenschaftliche Gesellschaft zu Berlin
Die Staatswissenschaftliche Gesellschaft zu Berlin wurde 1883 unter der Ägide des Staatswissenschaftlers, Nationalökonomen und Vordenkers der Sozialen Marktwirtschaft Gustav von Schmoller als Verein gegründet, um „einen kleinen Kreis staatswissenschaftlich Gebildeter zu regelmäßigem Gedankenaustausch zu versammeln.“ Diesem Zweck folgt sie seit über 140 Jahren in kontinuierlicher Folge mit mehr als 1100 Sitzungen zu aktuellen und historischen Themen. Bedeutende Wissenschaftler, Kulturschaffende, hohe Regierungsbeamte und Politiker zählten seit der Gründung gleichermaßen zu Mitgliedern wie Vortragenden. Gäste werden zu den Sitzungen stets persönlich schriftlich eingeladen.
Die Staatswissenschaftliche Gesellschaft zu Berlin versteht sich als akademischer Freundeskreis, der unter Meidung starrer Formen Diskurs und Wissensvermittlung durch den offenen Dialog mit Persönlichkeiten aus Wissenschaft, Kultur, Politik, Wirtschaft, Medien und Gesellschaft voranbringen will. Entsprechend der Chatham-House-Regel dürfen Informationen aus Vortrag und Diskussion nur verwendet werden, ohne den Sprecher zu benennen. Vertrautheit und Diskretion sollen die Offenheit auch bei kontroversen Themen gewährleisten und der Freiheit des Geistes ein unabhängiges Forum geben.